# Sin miedo a nada
«Sin miedo a nada» es una balada interpretada por el cantautor español Álex Ubago, la balada fue incluida en su álbum debut de estudio ¿Qué pides tú? (2001). 
Esta canción fue declarada por los internautas de Los 40.com como la mejor canción de amor de la década. 
La letra habla esencialmente del amor que tiene una persona hacia otra y que aún no ha sido capaz de expresarlo y espera que con esas palabras logre llegar a algo. Dicha canción fue escrita por el propio artista y producida por Jesús N. Gómez.
El autor confesó en una entrevista de la Cadena Dial el 19 de octubre de 2024 que la canción estaba escrita para una chica de la universidad que fue durante un tiempo su pareja.
La versión a dueto con la cantante española Amaia Montero llegó al Top 10 en México donde alcanzó gran popularidad en el 2002, esta versión también alcanzó gran popularidad en el resto de países de Latinoamérica y la comunidad latina de los Estados Unidos donde alcanzó el puesto número 24 en el Hot Latin Tracks.

## Historia
Esta canción fue lanzada como sencillo en el año 2001 y existen 4 versiones: 
- La primera es la versión a dúo con la cantautora española Amaia Montero incluida en el álbum debut de estudio ¿Qué pides tú? de 2001.
- La segunda es su versión solista incluida en el segundo álbum ¿Qué pides tú? de 21 meses, 1 semana y 2 días de 2003. Cuenta con videoclip oficial.
- En 2019, Álex Ubago grabó una versión en catalán de esta canción, bajo el título "Sense por de res", para el disco de La Marató de TV3.[1][2]
- En 2022, Alex Ubago lanzó una versión a dúo con el cantante español Beret para su álbum recopilatorio 20 años.

## Versiones
- En Argentina, el cantante cuartetero y hermano de Rodrigo Bueno, "El Potro"; Ulises Bueno, hizo una versión en cuarteto de este tema.
- Por otra parte, en México, la cantante Colette interpreta su versión en acústico.
- También, en ese mismo país, los actores y cantantes Alma Cero y Omar Chaparro, también hicieron su versión, esta vez, en cumbia, de esta canción. Esta versión pertenece al disco de ésta primera, Con el alma.

## En la cultura pop
- En España el tema fue incluido en el musical 40. El Musical, basado en las canciones número 1 en la cadena de radio Los 40 (España).
- En México forma parte del musical En el 2000 basado en las canciones más exitosas en México durante la primera década de los 2000's.

## Posiciones
La versión grabada junto a la española Amaia Montero no solo fue un éxito en España, sino en toda Latinoamérica, principalmente en México donde Amaia gozaba ya de alta popularidad gracias a ser la vocalista de La Oreja de Van Gogh, lo que impulsó la buena acogida del sencillo y el álbum ¿Qué pides tú? en el país, también fue muy popular entre la comunidad hispana de los Estados Unidos, donde ingresó a la prestigiosa lista de Billboard la Hot Latin Tracks donde alcanzó el número 24.
Esta versión del sencillo también fue certificada en Argentina, España, Estados Unidos y México, por sus altas ventas.
| Listas (2003)                      | Posición |
| ---------------------------------- | -------- |
| Argentina (Monitor Latino)         | 1        |
| Colombia (Monitor Latino)          | 1        |
| Costa Rica (Monitor Latino)        | 1        |
| Chile (Chile Single Chart)         | 1        |
| España (PROMUSICAE)                | 1        |
| España Los 40 Principales          | 1        |
| Estados Unidos (Hot Latin Songs)   | 24       |
| México (AMPROFON)                  | 2        |
| México (Monitor Latino)            | 1        |
| México Los 40 Principales (México) | 1        |
| Perú (Top 100 Chart)               | 10       |

## Certificaciones
| País           | Organismo certificador | Certificación | Ventas certificadas | Ref.  |
| -------------- | ---------------------- | ------------- | ------------------- | ----- |
| Argentina      | CAPIF                  | Platino       | 20,000              |       |
| España         | PROMUSICAE             | 3X Platino    | 150,000             |       |
| Estados Unidos | RIAA (Latín)           | Oro           | 50,000              |       |
| México         | AMPROFON               | 2X Platino    | 100,000             | [ 7 ] |